# Brigitte (Duo)
Brigitte ist ein französisches Indie-Folk-Duo, das 2008 durch Sylvie Hoarau und Aurélie Maggiori gegründet wurde.

## Bandgeschichte
Das Duo gründete sich 2008. Sylvie Horeau war vorher Sängerin der Rockband Vendetta und Aurélie Maggiori hatte unter dem Namen Mayane Delem mehrere Soloalben veröffentlicht. Da ihr Sound in die Retro-Richtung gehen sollte übernahmen adaptierten sie den Bandnamen als Referenz an berühmte „Brigittes“ wie Brigitte Bardot, Brigitte Fontaine und Brigitte Lahaie. 2010 debütierten sie mit einer Coverversion von Michel Jonasz’ Lied Les Vacances au Bord de la Mer für den Filmsoundtrack der französischen Komödie Thelma, Louise et Chantal. Anschließend wurden sie von Wagram Records unter Vertrag genommen.
2010 erschien ihre erste EP Battez-vous, die eine eigenwillige Coverversion des Songs Ma Benz von Suprême NTM enthielt. Das erste Studioalbum Et vous, tu m'aimes? erschien 2011 und erreichte Platz 14 der französischen Charts.
2012 folgte Encore, das jedoch weitgehend unbeachtet blieb. Das 2014 veröffentlichtes Album A bouche que veux-tu erlangte dagegen Doppelplatinstatus in Frankreich. 2017 erschien das Album Nues. 2018 das Album mit Gold ausgezeichnet.
Ihr bisher letztes Album, das Akustikalbum Toutes Nues erschien 2019.

## Diskografie

### Alben
| Jahr | Titel                                               | Höchstplatzierung, Gesamtwochen, AuszeichnungChartplatzierungen (Jahr, Titel, Platzierungen, Wochen, Auszeichnungen, Anmerkungen) | Höchstplatzierung, Gesamtwochen, AuszeichnungChartplatzierungen (Jahr, Titel, Platzierungen, Wochen, Auszeichnungen, Anmerkungen) | Höchstplatzierung, Gesamtwochen, AuszeichnungChartplatzierungen (Jahr, Titel, Platzierungen, Wochen, Auszeichnungen, Anmerkungen) | Anmerkungen                                                                      |
| Jahr | Titel                                               | FR | BEW | CH | Anmerkungen                                                                      |
| ---- | --------------------------------------------------- | --- | --- | --- | -------------------------------------------------------------------------------- |
| 2011 | Et vous, tu m’aimes?                                | FR14 (76 Wo.)FR | BEW4 (91 Wo.)BEW | CH64 (3 Wo.)CH | Label: 3ème Bureau - Wagram                                                      |
| 2012 | Encore                                              | — | — | — |                                                                                  |
| 2014 | À bouche que veux-tu                                | FR7 ×2Doppelplatin · (72 Wo.)FR                                                                                                   | — | CH39 (2 Wo.)CH | Erstveröffentlichung am 14. November 2014 Columbia Records (Sony)                |
| 2015 | 1 Chef D'orchestre, 12 Cordes, 3 Cuivres Et 1 Flûte | — | — | — | Erstveröffentlichung am 13. November 2015 Columbia Records (Sony) Orchesteralbum |
| 2017 | Nues                                                | FR16 Gold · (23 Wo.)FR | BEW25 (29 Wo.)BEW | CH50 (3 Wo.)CH | Erstveröffentlichung am 17. November 2017 Columbia Records (Sony)                |
| 2019 | Toutes nues                                         | FR61 (4 Wo.)FR | BEW120 (2 Wo.)BEW | — | Erstveröffentlichung am 29. November 2019 Columbia Records (Sony) Akustikalbum   |

### Kompilationen
- 2012: Le Coffret Collector (2CD, Wagram Music)

### EPs
- 2011: Battez-vous

### Singles
| Jahr | Titel Album                      | Höchstplatzierung, Gesamtwochen, AuszeichnungChartplatzierungen (Jahr, Titel, Album, Platzierungen, Wochen, Auszeichnungen, Anmerkungen) | Höchstplatzierung, Gesamtwochen, AuszeichnungChartplatzierungen (Jahr, Titel, Album, Platzierungen, Wochen, Auszeichnungen, Anmerkungen) | Höchstplatzierung, Gesamtwochen, AuszeichnungChartplatzierungen (Jahr, Titel, Album, Platzierungen, Wochen, Auszeichnungen, Anmerkungen) | Anmerkungen                  |
| Jahr | Titel Album                      | FR | BEW | CH | Anmerkungen                  |
| ---- | -------------------------------- | --- | --- | --- | ---------------------------- |
| 2011 | Battez-vous Battez-vous (EP)     | FR72 (5 Wo.)FR | BEW10 (18 Wo.)BEW | — |                              |
| 2014 | À bouche que veux-tu             | FR18 (35 Wo.)FR | — | — |                              |
| 2014 | J’sais pas À bouche que veux-tu  | FR68 (1 Wo.)FR | — | — |                              |
| 2015 | Hier encore À bouche que veux-tu | FR72 (8 Wo.)FR | — | — |                              |
| 2016 | Ma Benz                          | FR73 (1 Wo.)FR | — | — | Coverversion von Suprême NTM |

Weitere Singles
- 2011: Couer de Chweing Gum
- 2011: Big Bang (Au Pays Des Candides)
- 2015: L'Échappée Belle
- 2017: Palladium
- 2017: Mon Intime Étranger
- 2018: Sauver Ma peau
- 2018: Paris